# كاري إتر
كاري إتر (بالإنجليزية: Carrie Etter)‏ هي مقالاتية أمريكية، ولدت في 1969.